# Charlotte-Marguerite de Montmorency
Charlotte-Marguerite de Montmorency, née le 11 mai 1594 et morte le 2 décembre 1650, est une princesse de Condé par son mariage avec Henri II de Bourbon-Condé.

## Biographie

### Enfance et éducation
Fille de Henri Ier, duc de Montmorency et de sa seconde épouse Louise de Budos (descendante de la Maison des Porcellets), Charlotte Marguerite de Montmorency appartient par sa naissance à l’une des plus anciennes et l’une des plus illustres familles de France (son grand-père, le connétable Anne de Montmorency ayant été l’ami intime de François Ier puis d'Henri II).
Son enfance est relativement triste et solitaire. Elle voit peu son père et est élevée par une de ses tantes, qui en fait une princesse pieuse et cultivée.

### Dame d'honneur de la reine, aimée du roi et séquestrée à Bruxelles (1609-1610)
En 1609, elle entre au service de la reine Marie de Médicis, épouse d’Henri IV. C’est en répétant un ballet qu’elle séduit le vieux roi alors qu'elle n'a que 14 ans. Henri IV fait rompre les fiançailles de Charlotte avec le marquis de Bassompierre pour la marier avec un prince du sang, Henri II de Bourbon-Condé, en mai 1609. Henri IV escompte la complaisance de son cousin, réputé préférer les hommes.
Le roi de France se met à courtiser la princesse de Condé, qui rit de bon cœur de ces empressements de barbon. Son mari, en revanche, ne les supporte pas et quitte la cour avec elle. Henri IV les suit en province, et tente de l'approcher sous divers déguisements. Condé emmène alors sa femme à Bruxelles, capitale des Pays-Bas espagnols, la plaçant sous la protection de l’Espagne, puissance ennemie de la France. Lui-même, se mettant au service du roi d'Espagne, part à Milan, autre possession espagnole. Charlotte, étroitement surveillée, tente de s’évader et fait appel à sa famille et à la cour de France.
Le 14 mai 1610, Henri IV est assassiné, Marie de Médicis devient régente du royaume. Charlotte peut alors regagner Paris.

### La période de la régence et le séjour en prison
Son époux rentre aussi en France, comblé de grâces par la régente, sans reprendre la vie conjugale avec sa femme.
Il ne tarde pas à se soulever contre l'autorité de Marie de Médicis, prenant la tête de l’opposition aristocratique, et va jusqu’à fomenter un complot contre Concini, le favori de la reine-mère. Excédée, la régente le fait embastiller en 1616. Charlotte rejoint alors son mari en prison en 1617, avec l’autorisation du jeune Louis XIII, qui vient de se débarrasser de Concini. Le couple semble se rapprocher : c’est à Vincennes, où ils ont été transférés, que Charlotte donne le jour à son premier enfant, Anne-Geneviève, future duchesse de Longueville.
Les Condé sont libérés en 1620. En 1621, Charlotte a un fils, Louis (le « Grand Condé ») qui reçoit le titre de duc d’Enghien. En 1629 naît un second fils : Armand, prince de Conti.
Son mari la quitte alors en emmenant Louis qu’il se charge de faire élever chez les Jésuites en Bourgogne[réf. nécessaire]. Charlotte, à l’hôtel de Condé, s’occupe avec soin de ses deux autres enfants.

### L'amie de la jeune reine

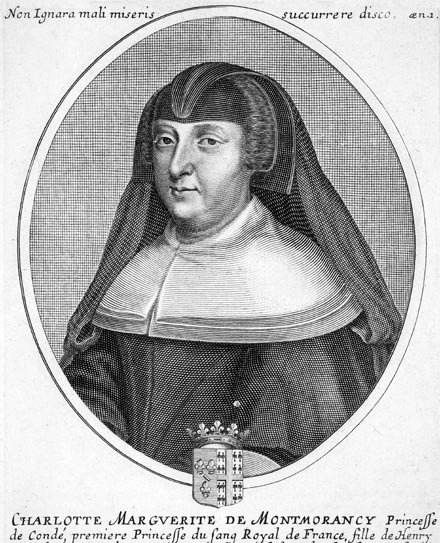
Charlotte Marguerite de Montmorency, princesse de Condé 1594 - 1650. Gravure de Pierre Daret (1610 - 1675)

Charlotte, princesse de Condé, est une belle femme, pieuse sans excès, cultivée, tolérante, qui fréquente la Cour, la reine Anne d’Autriche la tenant en grande estime, mais sans se lier à aucune coterie. Elle n’apprécie pas le premier ministre, le cardinal de Richelieu, mais ne se mêle pas aux intrigues qui empoisonnent la vie de la Cour. En 1627 elle tente d’intercéder en faveur de son cousin, le comte de Montmorency-Boutteville, coupable d’avoir enfreint l’édit contre les duels du terrible cardinal : Louis XIII et Richelieu restent inflexibles.
En 1632, son frère unique, Henri II de Montmorency, gouverneur du Languedoc, lieutenant-général du Royaume, intrigue avec le frère du roi contre le pouvoir royal. Après avoir fait arrêter à Pézenas en juillet 1632, Michel Particelli d'Emery, représentant du roi aux États de Languedoc, il est fait prisonnier lors d'un combat à Castelnaudary. Charlotte, essaie de faire fléchir Louis XIII, secondée par la reine, par Monsieur et par toute la haute noblesse. Mais le roi soutient son ministre Richelieu et fait décapiter Montmorency à Toulouse, éliminant ainsi le dernier représentant mâle de cette éminente famille. Le roi confisque les biens immenses de la famille. Ces possessions sont "confiées" au prince Henri II de Condé… époux de Charlotte ! Celle-ci, humiliée et blessée dans son amour fraternel, s’éloigne de la Cour et se consacre à ses enfants. Elle fréquente l’Hôtel de Rambouillet.

### Les enfants
En 1636, son fils aîné revient à Paris, puis part faire ses premières armes, rattrapant ainsi la médiocrité militaire de son père.
En 1628, pour plaire à Richelieu, Condé a fiancé son fils Louis à la nièce du ministre, Claire-Clémence de Maillé, "Mademoiselle de Brézé". En effet, le roi n'ayant alors pas d'enfant et son frère n'ayant qu'une fille, il était alors probable que le jeune Condé (ou son fils) accéderait au trône de France. Le mariage est célébré en 1641 mais la France a alors deux princes : le futur Louis XIV et son frère le futur duc d'Anjou.
Le futur Grand Condé ne témoigne aucun amour à son épouse, la traitant par le mépris, et elle mourra folle comme d'autres membres de sa famille et transmettra cette folie aux Condé. Charlotte n’apprécie pas cette belle-fille issue de la petite noblesse, mais ne dit rien, par charité.
En 1642, sa fille épouse le duc de Longueville, un grand seigneur, ce qui la réjouit. Si la mariée a 23 ans, le marié en a 47.
En décembre 1642, Richelieu meurt.
En avril 1643, Charlotte est choisie par la reine pour être marraine du jeune dauphin, le futur Louis XIV. En mai 1643, Louis XIII meurt.

### Une seconde régence et la fronde
Anne d’Autriche devient régente avec les pleins pouvoirs au nom du petit Louis XIV. Elle choisit pour l’assister le cardinal Mazarin. Charlotte revient à la Cour, restant très appréciée de la régente. Le 18 mai 1643, son fils Louis se couvre de gloire en écrasant les Espagnols à Rocroi, exploit qu’il renouvellera en 1648 à Lens. Charlotte perd son mari en 1646, mais n’en paraît pas affectée. Louis II devient alors prince de Condé. Il sert le jeune roi avec fidélité, mais a du mal à supporter Mazarin. La reine n’apprécie guère la fière Mme de Longueville.
En 1648, éclate la Fronde. Condé est du côté du roi, mais Mme de Longueville et son frère Conti passent du côté des frondeurs. Charlotte ne se mêle pas de politique. Elle reste fidèle à la reine, et suit la Cour en janvier 1649 à St Germain. Mais en 1650, Condé passe du côté des frondeurs, ce qui déchire le cœur de Charlotte.
En janvier 1650, Mazarin fait arrêter Condé, Conti et Longueville, tandis que Mme de Longueville quitte la France. Charlotte meurt quelques mois plus tard, le 2 décembre 1650, à Chastillon sur Loing, sans avoir revu ses enfants. Elle est enterrée à Paris, au couvent des Carmélites du faubourg Saint-Jacques.

## Titres

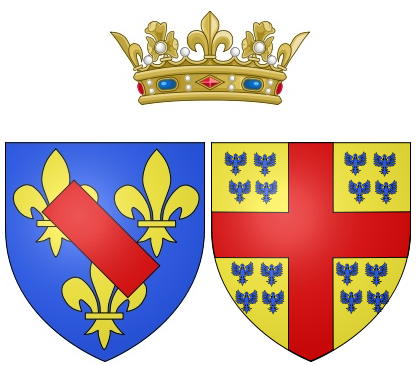
Blason de la princesse

- 11 mai 1594 - 17 mai 1609 : Mademoiselle de Montmorency,
- 17 mai 1609 - 26 décembre 1646 : Son Altesse Sérénissime madame la princesse de Condé,
- 26 décembre 1646 - 2 décembre 1650 : Son Altesse Sérénissime madame la princesse de Condé douairière.